# Calendário positivista
O calendário positivista foi uma proposta de reforma do calendário criada por Auguste Comte em 1849. Inspirado nas ideias de Marco Mastrofini e em uma proposta anterior apresentada por Hirossa Ap-Iccim (pseudônimo de Hugh Jones), Comte elaborou um calendário solar composto por 13 meses de 28 dias, totalizando 364 dias, acrescidos de um dia festivo dedicado à comemoração dos mortos, somando 365 dias.
Esse dia extra, inserido ao final do último mês, ficava fora do ciclo semanal, o que fazia com que o primeiro dia de cada mês fosse sempre uma segunda-feira. Em anos bissextos, um segundo dia suplementar — também fora da contagem semanal — era acrescentado em homenagem às mulheres consideradas sagradas.
O calendário mantinha as mesmas regras do calendário gregoriano para o cálculo dos anos bissextos e também iniciava em 1º de janeiro. O ano 1, denominado por Comte como o Ano da Grande Crise (em referência à Revolução Francesa), correspondia ao ano de 1789 do calendário tradicional.
Assim como outras propostas do positivismo, o calendário positivista nunca foi amplamente adotado, mas ilustra o esforço de Comte em reorganizar não apenas o conhecimento científico, mas também a vida social e simbólica segundo princípios racionais e históricos.

## Meses

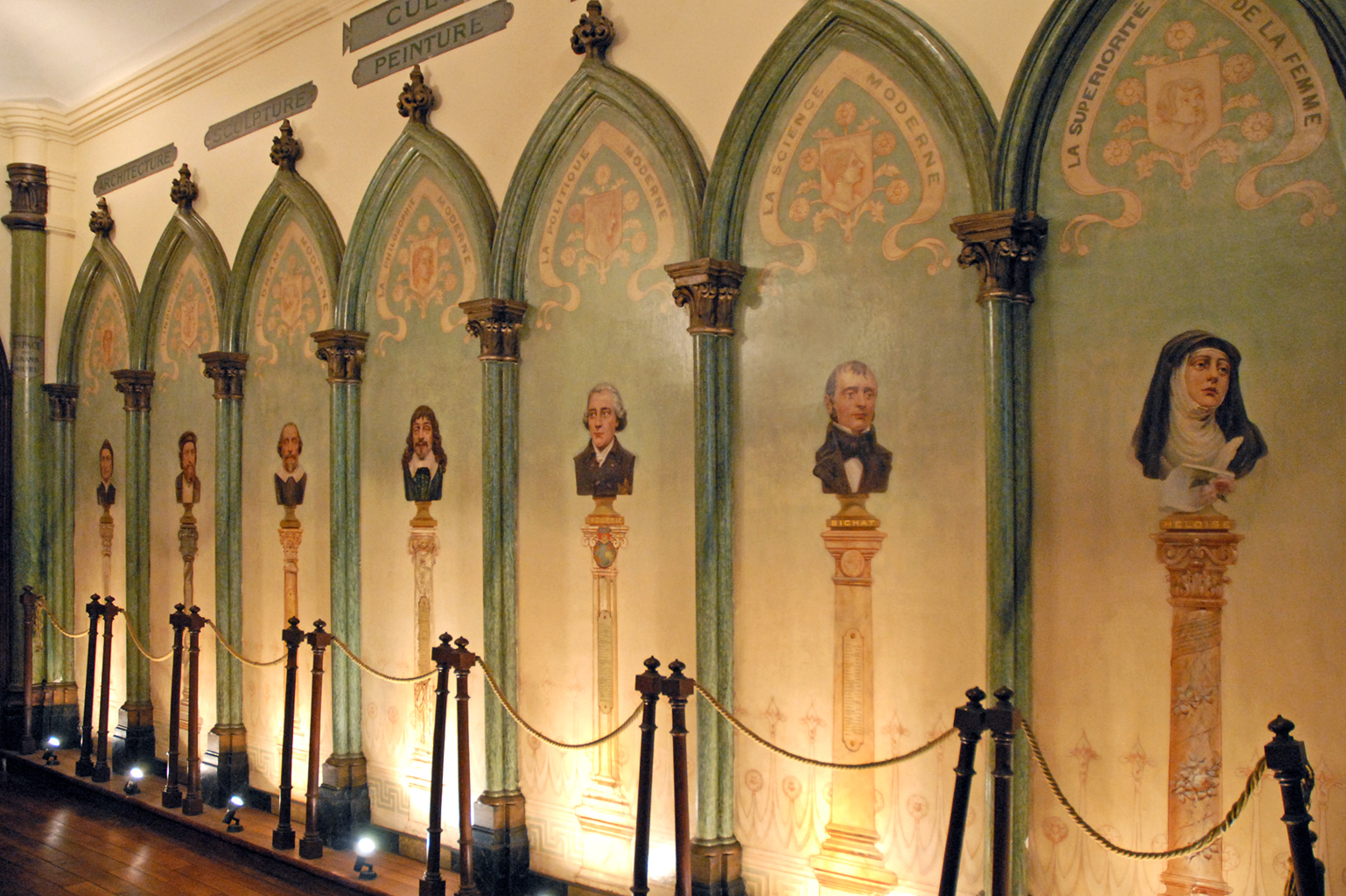
Calendário positivista (detalhe) na Capela da Humanidade, em Paris. Da esquerda para a direita: agosto (Dante), setembro (Gutenberg), outubro (Shakespeare), novembro (Descartes), dezembro (Frederico, o Grande), 13º mês (Bichat).

Os meses do calendário positivista receberam nomes em homenagem a figuras históricas da Europa Ocidental que se destacaram nas áreas da ciência, religião, filosofia, indústria e literatura. A nomeação seguiu uma ordem cronológica, refletindo a progressão histórica da humanidade segundo a visão de Auguste Comte. Diferentemente do calendário gregoriano, em que os dias do ano são dedicados a santos católicos, e do calendário revolucionário francês, que associa os dias à natureza e à agricultura da Ilha de França, o calendário positivista atribui a cada dia o nome de uma personalidade histórica. Assim, semanas e dias assumem uma função semelhante aos dias dos santos, mas sob um enfoque secular e humanista. Ao todo, o calendário lista 558 grandes personalidades da história, agrupadas conforme suas áreas de atuação. Algumas figuras consideradas negativas também foram incluídas na forma de “execração perpétua”, isto é, lembradas como exemplos a serem rejeitados moralmente. Napoleão, por exemplo, foi visto por Comte como especialmente digno desse tipo de condenação.
Os treze meses do calendário são:
1. Moisés
2. Homero
3. Aristóteles
4. Arquimedes
5. César
6. São Paulo
7. Carlos Magno
8. Dante
9. Gutenberg
10. Shakespeare
11. Descartes
12. Frederico
13. Bichat

## Crítica
Em 1849, Auguste Comte afirmou que seu calendário representava uma “ruptura de continuidade” com as formas tradicionais de pensamento, sendo o calendário humanista uma expressão dessa transformação. Ele o descreveu como “uma instituição provisória, concebida para este século excepcional, com o propósito de servir como introdução ao culto abstrato da Humanidade”.
Apesar de seu valor simbólico e filosófico, o calendário positivista teve pouca adesão. Um dos motivos, segundo o escritor Duncan Steel, foi a escolha de nomes de pessoas para os meses, todos em homenagem a figuras históricas. Para ele, essa opção tornava o sistema pouco prático e até confuso — mencionar, por exemplo, “o terceiro dia de Homero” ou fazer referência ao mês de “Shakespeare” poderia causar ambiguidade.
A escritora Tricia Lootens observa que a proposta de consagrar dias a personalidades literárias, em uma espécie de canonização secular inspirada no modelo católico, não encontrou eco fora do meio positivista. Segundo ela, fora desses círculos — que sempre foram restritos —, a ideia era recebida com certa ironia ou nostalgia.

## Vantagens
As principais vantagens do calendário positivista estão relacionadas à sua estrutura altamente regular e sistemática. O ano é composto por exatamente 52 semanas, divididas em 13 meses, sendo que cada mês possui 28 dias organizados em 4 semanas completas. Além disso, os dias do mês sempre caem no mesmo dia da semana — por exemplo, o dia 17 será sempre uma quarta-feira.
Essa regularidade torna o calendário perene, ou seja, ele permanece o mesmo a cada ano, ao contrário do calendário gregoriano, que varia anualmente. Tal característica facilita o planejamento de atividades para instituições e setores industriais com ciclos de produção longos. Feriados móveis, como o Dia de Ação de Graças nos Estados Unidos — celebrado na enésima quinta-feira de novembro —, poderiam ter uma data fixa sem perder sua posição na semana.
As comparações estatísticas entre meses tornam-se mais precisas, já que todos têm o mesmo número de dias úteis e de fins de semana. O mesmo vale para os trimestres, que no calendário positivista possuem sempre 13 semanas. Defensores da proposta argumentam que dividir o ano em 13 partes iguais é mais eficiente do que as 12 divisões desiguais do calendário tradicional, especialmente em termos de organização econômica.

## Desvantagens
Embora cada trimestre tenha a mesma duração de 13 semanas, o fato de treze ser um número primo dificulta a adaptação de atividades tradicionalmente organizadas em ciclos trimestrais, que ficariam desalinhadas em relação aos novos meses.
Líderes do cristianismo, islamismo e judaísmo historicamente se opuseram ao calendário, argumentando que suas práticas religiosas de culto semanal a cada sete dias seriam comprometidas. Isso porque o dia de adoração mudaria anualmente, ou haveria um intervalo de oito dias nos anos com a ocorrência do “Festival de Todos os Mortos” ou do “Festival das Mulheres Sagradas”.
Aniversários, datas comemorativas e outros feriados também precisariam ser realocados para manter sua recorrência, passando a ocorrer sempre no mesmo dia da semana. Isso poderia gerar problemas práticos, como feriados que coincidissem com domingos, considerados dias não úteis. Por exemplo, um feriado celebrado em 8 de janeiro no calendário positivista sempre cairia no 8 de Moisés, um domingo, exigindo uma licença compensatória no dia seguinte, o 9 de Moisés.
Além disso, seria necessário atualizar uma vasta gama de registros administrativos e os sistemas computacionais que os operam. Durante um período de transição, muitos desses sistemas teriam que funcionar simultaneamente com o calendário gregoriano e o calendário positivista, exigindo compatibilidade e ajustes técnicos significativos.